# Hrabstwo Escambia (Alabama)

Piramida wieku hrabstwa

Escambia – hrabstwo w stanie Alabama w USA. Populacja liczy 38 319 mieszkańców (stan według spisu z 2010 roku).
Powierzchnia hrabstwa to 2468 km² (w tym 14 km² stanowią wody). Gęstość zaludnienia wynosi 15,5 osoby/km².

## Miejscowości
- Atmore
- Brewton
- East Brewton
- Flomaton
- Pollard
- Riverview